# Eilema celsicola
Eilema celsicola är en fjärilsart som beskrevs av De Toulgoët 1965. Eilema celsicola ingår i släktet Eilema och familjen björnspinnare. Inga underarter finns listade i Catalogue of Life.